# Katarina Ammitzbøll
Katarina Ammitzbøll (født 15. juli 1969 i Charlottenlund) er en dansk politiker som repræsenterede Det Konservative Folkeparti i Folketinget i perioden 2019 til 2022. Hun opnåede ikke genvalg ved Folketingsvalget 2022. Hun var medlem af kommunalbestyrelsen i Gentofte Kommune 2018-2020. I 2023 skiftede Ammitzbøll parti til Moderaterne, og i 2024 fra Moderaterne til Venstre.

## Privat
Ammitzbøll blev født 15. juli 1969 i Charlottenlund. Hun har en kandidatgrad i Offentlig Driftsøkonomi og International Udvikling fra Roskilde Universitetscenter i 1997 og i Law in International Development Human Rights, Humanitarian Law and Islamic Law fra University of Warwick i England i 2004.
Hun har boet uden for Danmark i 13 år, bl.a. i Afghanistan, Senegal, Sydafrika, Egypten, Kirgisistan, USA og Schweiz. Hun har arbejdet internationalt for FN og DANIDA og er ansat som senior manager for strategi og bæredygtighed i A.P. Møller Mærsk.
Ammitzbøll bor i Gentofte Kommune og er gift; ægteparret har tilsammen tre børn. Ammitzbøll er medlem af de Kvindelige Eventyrers Klub og Nordiske Kvinders Konfliktløsnings Netværk. Hun var fra 2014 til 2018 medlem af styringsrådet for Center for Militær Studier, Københavns Universitet.

## Politisk karriere
Ammitzbøll var opstillet til Folketinget i Århus Østkredsen ved folketingsvalget 2015, hvor hun fik 1.149 personlige stemmer og blev De Konservatives 1. stedfortræder for Naser Khader i Østjyllands Storkreds. Hun blev opstillet til Folketinget i Falkonerkredsen, som omfatter dele af Frederiksberg Kommune, i 2018 og fik et kredsmandat i Københavns Storkreds ved folketingsvalget 2019 med 2.261 personlige stemmer. Ved Folketingsvalget 2022 opnåede Ammitzbøll ikke genvalg.
Katarina Ammitzbøll blev valgt til kommunalbestyrelsen i Gentofte ved kommunalvalget i 2017 med 355 personlige stemmer. Hun var næstformand i Børnerådet og medlem af Miljø- og Teknikudvalget samt Ældre-, Social- og Sundhedsudvalget. Hun udtrådte af kommunalbestyrelsen i 2020.
Ammitzbøll skiftede i august 2023 parti fra Det Konservative Folkeparti til Moderaterne, og igen til Venstre november 2024.